# Yura Movsisián
Yura Movsisyan  (en armenio: Յուրա Մովսիսյան) (Bakú, Azerbaiyán, 6 de julio de 1987) es un exfutbolista armenio que jugaba como delantero.
En enero de 2021, tras más de dos años sin equipo, anunció su retirada.

## Selección nacional
Fue internacional absoluto con la selección de Armenia desde 2010.

## Clubes
| Club                 | País           | Año       | PJ | Goles |
| -------------------- | -------------- | --------- | -- | ----- |
| Sporting Kansas City | Estados Unidos | 2006-2007 | 28 | 5     |
| Real Salt Lake       | Estados Unidos | 2007-2009 | 60 | 16    |
| Randers FC           | Dinamarca      | 2009-2011 | 35 | 17    |
| FC Krasnodar         | Rusia          | 2011-2013 | 51 | 23    |
| FC Spartak Moscú     | Rusia          | 2013-2016 | 66 | 27    |
| Real Salt Lake       | Estados Unidos | 2016-2017 | 62 | 16    |
| Djurgardens IF       | Suecia         | 2018      | 4  | 0     |
| Chicago Fire         | Estados Unidos | 2018      | 4  | 0     |

## Palmarés

### Títulos nacionales
| Título        | Club           | País           | Año     |
| ------------- | -------------- | -------------- | ------- |
| MLS Cup       | Real Salt Lake | Estados Unidos | 2009    |
| Svenska Cupen | Djurgardens IF | Suecia         | 2017-18 |